# Bazois
Le Bazois est une petite région naturelle du département de la Nièvre, en Bourgogne-Franche-Comté, en France.

## Géographie
À la périphérie du massif montagneux du Morvan, s'étendent les dépressions péri-morvandelles, constituées de plaines sédimentaires marno-calcaires aujourd'hui herbagères et taillées dans le lias. Ces plaines sont à l'ouest le Bazois, au nord la Terre-Plaine, au nord-est l'Auxois.

## Toponymie
L'ample couloir du Bazois correspond à une de ces dépressions marneuses et explique l'étymologie du nom qui viendrait de bas et oes, vallées et pâturages, Bazois signifiant les plaines pâturées basses.
Ce nom apparaît dans plusieurs toponymes :
- des communes :
  - Aunay-en-Bazois,
  - Châtillon-en-Bazois,
  - Tamnay-en-Bazois ;
- des structures intercommunales :
  - Communauté de communes du Bazois (ancienne)[2],
  - Communauté de communes Bazois Loire Morvan.

## Économie
Ce terroir est réputé pour l'élevage.